# Società tra avvocati
La società tra avvocati in Italia, costituisce una modalità di organizzazione dell'esercizio della professione di avvocato.

## Storia
È stata introdotta dal d.lgs 2 febbraio 2001, n. 96 in attuazione della direttiva dell'Unione europea n. 98/5/CE volta a facilitare l'esercizio della professione forense nell'UE. La società tra avvocati 
A seguito della emanazione della legge 12 novembre 2011, n. 183 sono state introdotte varie novità, come ad esempio è la costituzione società formale vera e propria, e anche la possibilità di costituire una società unipersonale, ossia formata da un unico socio.

## Costituzione
Per la costituzione della società tra avvocati si usa lo stesso meccanismo per la costituzione di una società in nome collettivo. Essa però va iscritta nella sezione speciale del registro delle imprese relativa alle società tra professionisti e l'iscrizione ha funzione di certificazione anagrafica e di pubblica notizia. Inoltre essa va iscritta nella sezione speciale dell'albo degli avvocati e alla stessa si applicano le norme professionali e deontologiche (ex art. 16).

## Disciplina
Essa è regolata dalle norme della società in nome collettivo ove non derogata dalla disciplina speciale di cui all'articolo 16 del decreto legislativo n. 96/2001. Essa ha come oggetto sociale l'esercizio in comune tra gli stessi della propria attività professionale (esempio rappresentanza, assistenza e difesa in giudizio o consulenza legale).
Essa non può essere soggetta a fallimento non svolgendo attività imprenditoriale; i soci devono essere in possesso di un titolo di avvocato e non è consentita agli stessi la partecipazione in più società tra avvocati. La cancellazione o radiazione dall'albo comporta l'esclusione di diritto dalla società mentre la semplice sospensione è causa di esclusione facoltativa. 
Nella ragione sociale vi deve essere l'indicazione "società tra professionisti" (in abbreviato s.t.p.) ma non è più obbligatorio l'indicazione anche del nome e del titolo professionale di uno o più soci.
L'amministrazione della società non può essere affidata a terzi che non siano i soci e lo stesso vale per gli incarichi professionali. 
Il cliente ha diritto a chiedere che l'esecuzione dell'incarico sia svolta da uno o più soci scelti, diversamente la società dovrà comunicare prima dell'inizio dell'incarico il socio o i soci scelti per tale compito. Per la validità delle deliberazioni è richiesta la maggioranza dei 2/3 del capitale sociale o dei singoli soci.

## Invalidità
Le cause di invalidità sono le stesse di quelle previste per l'invalidità dei contratti. Diversamente gli effetti che si rifanno alla disciplina della società per azioni:
1. La dichiarazione di nullità o la pronuncia d'annullamento non pregiudica l'efficacia degli atti compiuti in nome della società.
2. Restano le responsabilità personali dei soci per le obbligazioni anteriori.
3. La sentenza di nullità o di annullamento nomina uno o più liquidatori, avviando la procedura di liquidazione che porterà all'estinzione della società dopo aver soddisfatto i creditori e ripartito tra i soci l'attivo della liquidazione.

## Responsabilità professionale
Fermo restando l'applicazione della disciplina delle società in nome collettivo per le obbligazioni sociali non derivanti dalla attività professionale, una specifica disciplina è dettata per la responsabilità professionale. 
Solo i soci incaricati sono personalmente e illimitatamente responsabili per l'attività professionale. Con essi risponde la società con il suo patrimonio. Tuttavia sono responsabili con essi illimitatamente e solidalmente tutti i soci quando la società ometta di comunicare il nome dell'avvocato incaricato prima dell'inizio dell'esecuzione del mandato (ex. art. 26, 2° comma d.lgs. 95/2001).